# Fondation d'Aligre et Marie-Thérèse
 (septembre 2017).
La Fondation d'Aligre et Marie-Thérèse, communément appelée Fondation d'Aligre, est un établissement médico-social fondé en 1818 et 1828 à Lèves, dans le département français d'Eure-et-Loir.
C'est un établissement public départemental à vocation de maison de retraite et foyer de vie d'occupations pour adultes handicapés.
Le site comprend également :
- Les restes de l'ancienne abbaye Notre-Dame de Josaphat fondée en 1117, ainsi que son musée lapidaire,  Classé MH (1914) ;
- le cloître du XVe siècle, partiellement reconstruit à Lèves en 1818, de l'ancienne abbaye Notre-Dame de Coulombs,  Inscrit MH (1928).

## Histoire

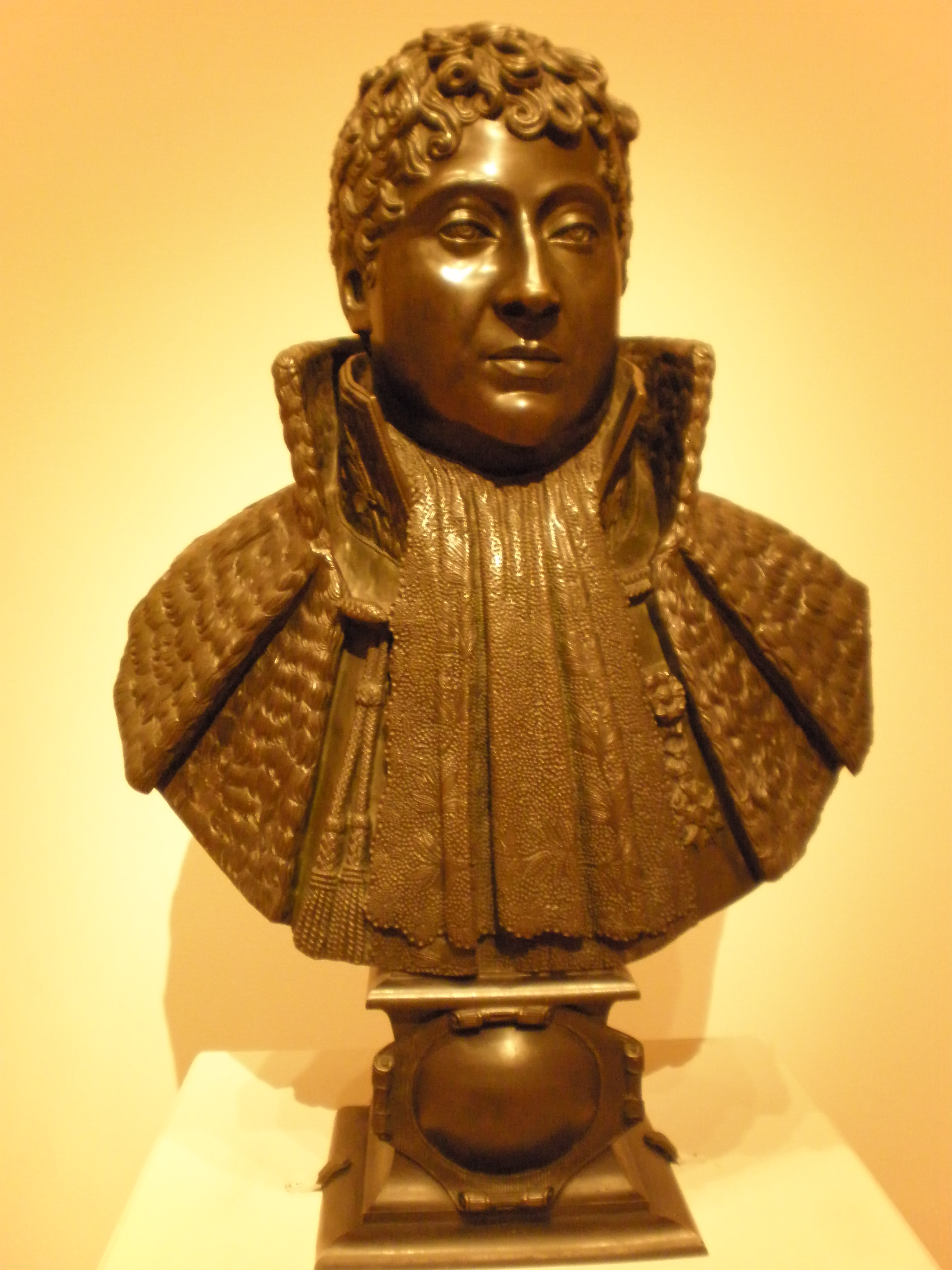
Étienne Jean François d'Aligre, fondateur.

La Fondation d'Aligre s'élève sur l'emplacement de l'ancienne abbaye Notre-Dame de Josaphat, fondée en 1117 par Geoffroy de Lèves et son frère Goslein, seigneur de Lèves. Elle servit de nécropole pour les évêques de Chartres et fut notamment le lieu d'inhumation de Jean de Salisbury, mort en 1180.
En 1791, durant la Révolution, l'abbaye fut en partie démolie et pillée. Après la Révolution, les vestiges de l'abbaye devinrent propriété de la famille d'Aligre, originaire de Chartres et disposant d'une fortune considérable.
En 1818, l'Hospice Marie-Thérèse est créé par Marie-Thérèse de France, fille de France, dite Madame Royale, fille de Louis XVI et Marie-Antoinette et épouse de Louis-Antoine d'Artois, duc d'Angoulême et futur dauphin de France, lui-même fils du futur roi Charles X et de Marie-Thérèse de Savoie. Cet hospice avait vocation à accueillir les enfants trouvés, abandonnés, ainsi que les malades atteints de maladies alors incurables. Il était hébergé dans les bâtiments mis à disposition par le marquis d'Aligre.
En 1828, Étienne Jean François d'Aligre, marquis d'Aligre et pair de France, crée en ces lieux avec son épouse née Louise Charlotte Aglaé Camus de Pontcarré un asile, conçu pour accueillir les malades et nécessiteux de tous âges et de toute condition, on l'appelle alors l'Asile d'Aligre.
Le marquis d'Aligre donne dans l'acte de fondation plusieurs centaines d'hectares de bonne terre de Beauce, destinés à subvenir largement aux besoins financiers de l'asile, pour la perpétuité.
Il veille à ce que les vœux des fondateurs soient respectés, en exigeant la présence, dans les cadres de l'institution, d'un de ses descendants, clause toujours respectée depuis.
En 1968, alors que les terres agricoles destinées à subvenir aux besoins financiers ne rapportent plus suffisamment, la fondation d'Aligre ne parvient plus à équilibrer ses comptes. Il est décidé par le conseil d'administration de fusionner avec l'Hospice Marie-Thérèse et de devenir un établissement public départemental, connu depuis lors sous le nom de Fondation d'Aligre et Marie-Thérèse.

Histoire de la fondation d'Aligre et Marie-Thérèse
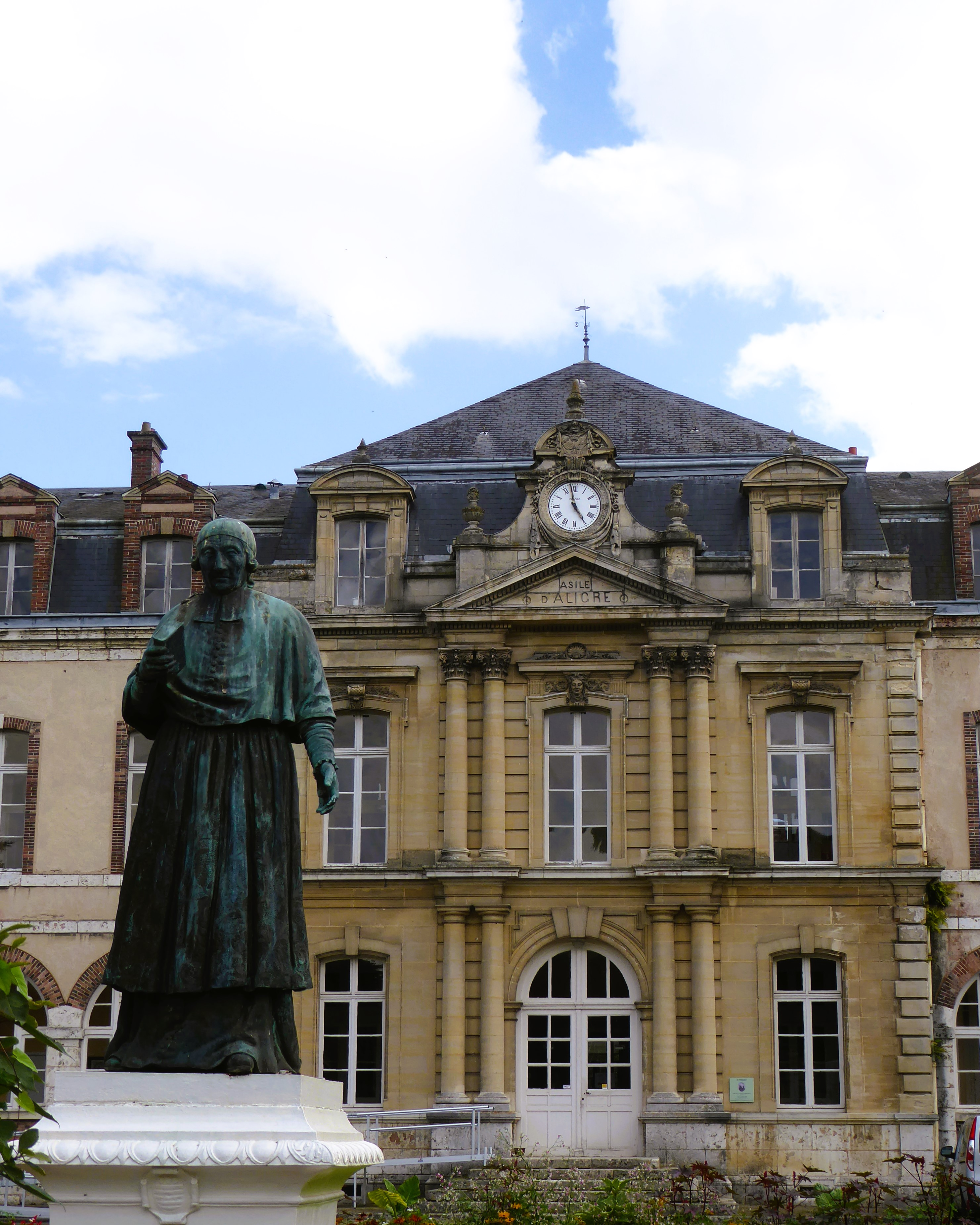
Statue de Nicolas Isaie d'Aligre de Blanville (1732-1839).
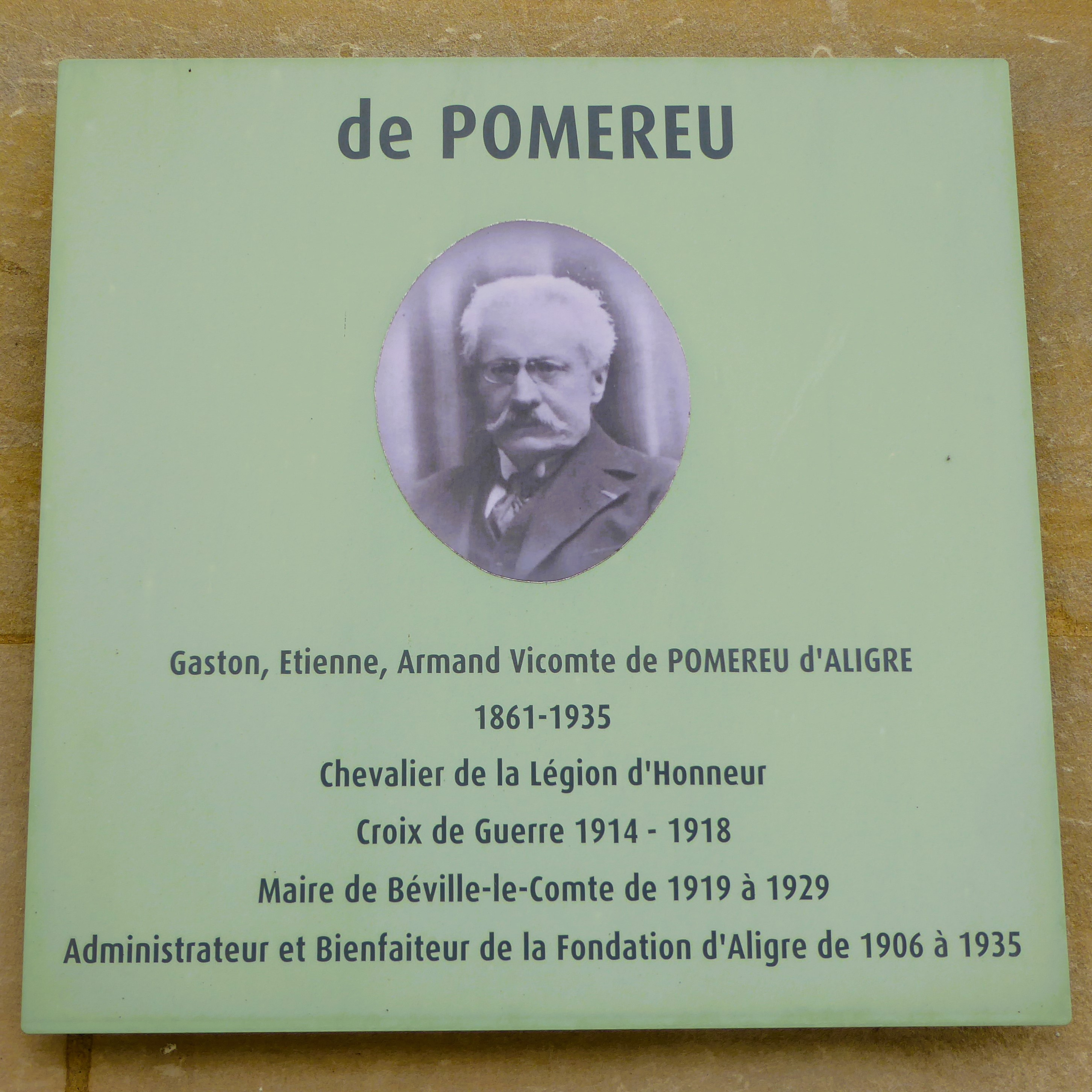
Gaston Étienne Armand de Pomereu d'Aligre (1861-1935).
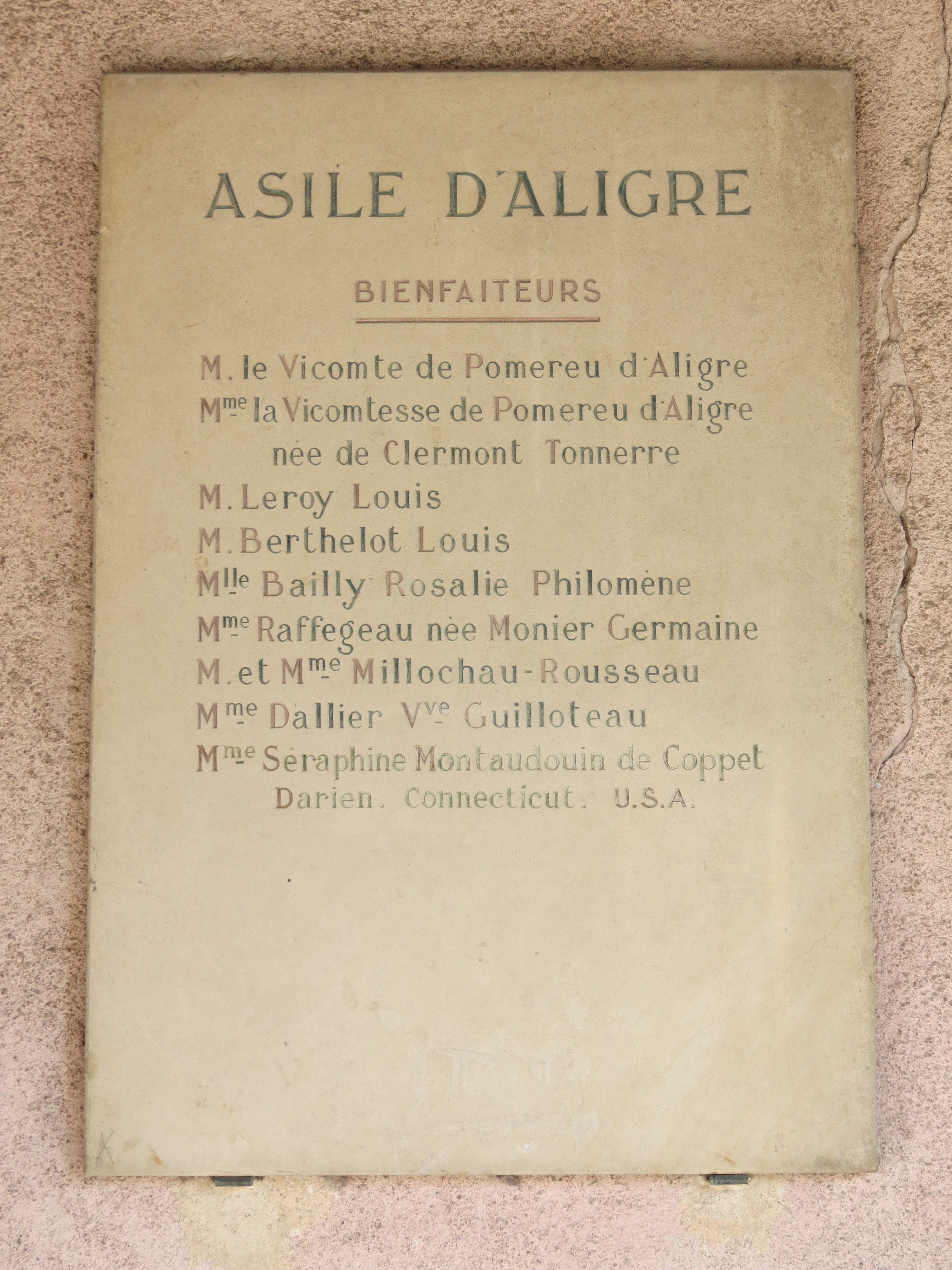
Liste des bienfaiteurs de l'asile d'Aligre (non datée).

## Chapelle de la fondation
La chapelle de la fondation d'Aligre était anciennement de style néo-gothique. Fragilisée par les bombardements de la Seconde Guerre mondiale, elle a du être rasée et un édifice de style contemporain a été érigé à son emplacement dans les années 1970.
En ce lieu reposent:
- Louise Charlotte Aglaë Camus de Pontcarré, marquise d'Aligre, née le 26 avril 1776, décédée le 27 janvier 1843, cofondatrice avec son mari le marquis d'Aligre (lui-même reposant dans la chapelle de l'Hôpital d'Aligre de Bourbon-Lancy),
- Elisabeth Lhuillier, veuve de monseigneur Étienne d'Aligre, chancelier et garde des sceaux de France, décédée le 8 février 1685, à l'âge de 77 ans,
- Nicolas-Isaïe d'Aligre de Blanville, chanoine titulaire de Paris, grand-vicaire du diocèse de Bourges, ancien prisonnier des pontons de Rochefort durant la Révolution, né le 3 avril 1752, décédé à Paris le 12 juillet 1839,
- Augustine Catherine de Bauldry, veuve de Pierre Hallé, marquis de Villevaudé, née le 7 mars 1740, décédée à Paris le 27 mars 1829,
- Étienne Louis Auguste, chevalier d'Aligre de Vovelle, décédé à Paris le 16 juin 1837, à l'âge de 51 ans,
- Stéphanie Catherine Charlotte Rouillé de Boissy, décédée à Paris le 22 janvier 1830, âgée de 27 mois,
- Gaston Étienne Armand Marie, vicomte de Pomereu d'Aligre, ancien maire de Béville-le-Comte, administrateur et bienfaiteur de la fondation, décédé à Chartres le 13 septembre 1935, à l'âge de 74 ans,
- Catherine de Clermont-Tonnerre, vicomtesse de Pomereu d'Aligre, décédée à Baronville le 28 août 1967, à l'âge de 95 ans.

On peut également y admirer un gisant en marbre, représentant Étienne Marie Charles de Pomereu d'Aligre, marquis d'Aligre, du château des Vaux, ainsi que deux statues en marbre blanc, représentant les chanceliers d'Aligre (Étienne Ier et Étienne II d'Aligre), dont les modèles originaux se trouvent en l'église Saint-Germain l'Auxerrois à Paris.

## Effectif actuel
Depuis 2006, la Fondation d'Aligre est un établissement médico-social public, qui accueille environ 260 personnes, réparties entre la maison de retraite (60), le foyer de vie d'occupations (180) et le foyer d'accueil médicalisé (20).
Elle emploie environ 250 personnes quotidiennement. C'est le plus important employeur de la ville de Lèves et le plus grand employeur médico-social du département d'Eure-et-Loir.

## Conseil d'administration
La fondation est dirigée par un conseil d'administration composé de représentants du département, du personnel, de la commune de Lèves, de personnes compétentes, dont un descendant des fondateurs (Aymeric de Rougé d’Aligre, vice-président de la fondation depuis 2021). Le président du conseil d'Administration est, depuis 2021, Rémi Martial, conseiller départemental et maire de Lèves.